# Melanocarpus thermophilus
Melanocarpus thermophilus är en svampart som först beskrevs av Abdullah & Al-Bader, och fick sitt nu gällande namn av Guarro, Abdullah & Al-Bader 1996. Melanocarpus thermophilus ingår i släktet Melanocarpus, ordningen Sordariales, klassen Sordariomycetes, divisionen sporsäcksvampar och riket svampar.   Inga underarter finns listade i Catalogue of Life.